# Anodonthyla rouxae
Espèce
Statut de conservation UICN

 EN B1ab(iii) : En danger
Anodonthyla rouxae est une espèce d'amphibiens de la famille des Microhylidae.

## Répartition
Cette espèce est endémique des monts Anosy dans le Sud-Est de Madagascar. Elle se rencontre entre 1 548 et 1 959 m d'altitude,.

## Description
Anodonthyla rouxae mesure de 24 à 29 mm pour les mâles et de 24 à 28 mm pour les femelles. Son dos varie du brun au grisâtre avec des taches irrégulières. Son ventre est blanchâtre avec des taches noires et ce plus particulièrement chez les mâles. La peau de son dos est lisse. Les mâles ont un seul sac vocal.

## Reproduction
La ponte comprend de 13 à 50 œufs d'un diamètre d'environ 2,5 mm qui sont pondus dans des troncs de bambous (d'un diamètre de 15 à 20 mm) ou à l'embranchement des feuilles de végétaux tels que des plantes du genre Pandanus.

## Étymologie
Cette espèce est nommée en l'honneur de Rolande Roux-Estève.

## Publication originale
- Guibé, 1974 : Batraciens nouveaux de Madagascar. Bulletin du Museum National d'Histoire Naturelle, sér. 3, Zoologie, vol. 171, p. 1169-1192 (texte intégral).